# ロドラ・ステファノ
ステファノ・ロドラ（Stefano Lodola, 1983年3月2日 - ）は、イタリア・カッラーラ生まれのテノール歌手、外国人タレント、講演講師。

## 来歴
1983年にカッラーラに生まれる。ピサ大学工学部を卒業し、2006年に文部科学省の国費留学生として早稲田大学に留学。工学修士、MBA（国際経営学修士）。

## 活動

### 音楽活動
- 2010年よりマルチタレント青島広志と数々の巡回公演にて共演[1]。
  - 「青島広志の世界わくわく音楽紀行 with ブルー・アイランド楽団」
  - 「青島広志のおしゃべりクリスマス with ブルー・アイランド楽団」
  - 「青島広志のHAPPY NEW YEAR with ブルー・アイランド楽団」
- 演奏とトークを織り交ぜた独自のスタイルで公演。
  - 「人生を楽しみたいなら」[2]
- 日本社会を風刺する数々のオリジナル曲を作曲。
  - 「飲み会の歌」を東京MXテレビにて披露
- 2007年から2009年まで東京国際交流館に入居していた経緯があり、退去以降も居住者に向けた交流イベントに多数出演。
- 母校である早稲田大学にて公演。
- 声楽のためのイタリア語発音オーディオガイド「Italian For Singing」を配信[3]。

### テレビ出演
- 奇跡体験!アンビリバボー （フジテレビ）
- めざましどようびメガ （フジテレビ）
- デカワンコスペシャルミッション （日本テレビ）
- ザ・ゴールデンアワー （Tokyo MX）

### 講演活動
- オリジナル論文に基づいたトークや異文化についての講義を日本各地で行う[2][4]。
- 親学・子育て講座として 2012年2月成増社会教育会館にて講演。
  - 「親学・子育て講座 ブラボーバンビーノイタリア流ユーモアで育てよう地球市民」[5]

### ボランティア活動

#### フリー二宮金次郎
2009年10月にボランティア活動「フリー二宮金次郎」を開始。その名は世界中に普及している「フリー・ハグズ」（自由な抱擁）に由来し、道行く人に声をかけ、本を読みながら、ほんの少し一緒に歩いてもらうという独自スタイルの活動である。
歩きながら、あるいは通勤通学の電車やバスの中で一緒に本を読む時間を通して、移動中の時間を有効に使い、働きながら勉強をしたと言われる二宮金次郎のように、活字離れの傾向が強い若者はもちろん、多くの日本人に今一度本と向き合い、自己啓発に努めてもらうことを人々に提案する。
2011年11月、同友館から出版された書籍 にて紹介される。

#### 脱原発
原発が国民投票によって廃止された自国イタリアからの視点で、日本にて脱原発を主張。
2011年東北地方太平洋沖地震をきっかけに脱原発運動に取り組み、パフォーマンス等行う。
2012年3月11日の東京大行進にて追悼の歌唱を歌う

#### 禁煙運動
全ての公共場所（屋内）が禁煙とされている自国イタリアの視点より、日本の禁煙運動に参加、促進。禁煙運動団体などで出演もしている。日本禁煙学会会員。

## 逸話
- メンサ会員である
- 母国語であるイタリア語の他、英語、フランス語、スペイン語、日本語、韓国語、中国語を扱うマルチリンガルである。
- ドクター中松が主催する世界天才会議で、ドクター中松が彼を「カンツォーネの天才」と賞賛した[11]。

## 著書

### 論文、随筆
- 「日本人の心はこれでよいのか！精神的不況を打破するため、イタリア人から提唱する幸福論」第29 回学生論文・昭和池田賞（2010年7月7日）
- 「人間関係において義務感は美徳なのか」八王子セミナーハウス留学生論文コンクール（2009年11月14日）[12]
- 「大勢に流されない・仕事と余暇に有意義に満たされた・悔いなき人生」日本文学館エッセイ大賞（2009年8月6日）
- 「日本の『第三の開国』に向けて―軍事大国、経済大国の次に器量と品格の具わったライフスタイル大国へ」野村総研小論文コンテスト（2008年12月）10[13]